# 双庙镇 (夏津县)
双庙镇，是中华人民共和国山東省德州市夏津县下辖的一个乡镇级行政单位。

## 行政区划
双庙镇下辖以下地区：
双庙社区、三鸭社区、文庙社区、郝崔庄社区、李营社区、六屯村、曹庄村、吴庄村、郭庄村、范楼村、前柳村、后柳村、王堂村和清凉寺村。